# Liga Jovem da UEFA
A Liga Jovem da UEFA é uma competição de futebol disputada pelas equipas sub-19 dos clubes apurados para a Fase de Grupos da Liga dos Campeões da UEFA, juntando-se a estes os campeões nacionais sub-19 dos 32 países melhor posicionados no ranking da UEFA, que não se encontrem representados na Fase de Grupos da "principal" Liga dos Campeões.

## Estrutura
A  UEFA Youth League é a primeira competição jovem a nível de clubes e foi criada na sequência de pedidos de vários emblemas, através da Associação Europeia de Clubes. A época 2013/14 assinala a sua primeira edição.
As equipas participantes na 1ª edição, Liga Jovem da UEFA de 2013–14, disputaram uma fase de grupos com a mesma composição da Liga dos Campeões da UEFA de 2013–14.
Os 2 clubes mais bem classificados de cada um dos grupos disputará a fase de eliminatórias. Ao contrário da Liga dos Campeões da UEFA a fase de eliminatórias será disputada a uma só mão, com as meias finais e final disputadas em campo neutro.
Fase de grupos
O acesso à competição é reservado às equipas jovens dos 32 clubes participantes na fase de grupos da UEFA Champions League. As equipas disputarão uma fase de grupos idêntica e com o mesmo calendário da UEFA Champions League.
Fase a eliminar e final
A fase a eliminar será constituída por eliminatórias a um só jogo, o que significa um máximo de dez partidas para qualquer equipa, com as meias-finais e a final a disputarem-se sob a forma de uma fase final, em terreno neutro. Não existirá jogo de atribuição do terceiro e quarto lugar.
Mais informação pode ser consultada nos regulamentos oficiais (em inglês) da competição.

## História
A imprensa britânica comentou que esta competição teria sido formada para "limitar a crescente influência da NextGen series", sendo que o ano de estreia da competição, coincidiu com o fim da NextGen series, anunciado a 16 de Agosto de 2013 pelos seus promotores, devido a problemas de financiamento da competição.
O Barcelona foi o primeiro campeão do torneio vencendo na final o  Benfica por 3 a 0.
As duas edições seguintes foram conquistadas pelo Chelsea. A quarta edição do torneio foi vencida pelo RB Salzburg que na final venceu o Benfica por 2 a 1. Na edição 2017–18 o Barcelona voltaria a ser campeão batendo na final o Chelsea por 3 a 0. Na edição 2018–19 o Porto sub-19 derrotou o Chelsea por 3 a 1 tornando-se o primeiro clube português a conquistar a prova. Na edição 2019–20 o Real Madrid Club de Fútbol derrotou o Benfica por 3 a 2, conquistando o primeiro título da competição.
Em 2022, com o acordo entre a CONMEBOL e a UEFA, o vencedor passou a disputar a Copa Intercontinental Sub-20 contra o vencedor da Copa Libertadores da América Sub-20.

## Campeões
| \| 2013–14 Detalhes \| Estádio Colovray \| Barcelona \| 3 – 0 \| Benfica \| Real Madrid \| Schalke 04 \| \| 2014–15 Detalhes \| Estádio Colovray \| Chelsea \| 3 – 2 \| Shakhtar Donetsk \| Anderlecht \| Roma \| \| 2015–16 Detalhes \| Estádio Colovray \| Chelsea \| 2 – 1 \| Paris Saint-Germain \| Anderlecht \| Real Madrid \| \| 2016–17 Detalhes \| Estádio Colovray \| RB Salzburg \| 2 – 1 \| Benfica \| Real Madrid \| Barcelona \| \| 2017–18 Detalhes \| Estádio Colovray \| Barcelona \| 3 – 0 \| Chelsea \| Manchester City \| Porto \| \| 2018–19 Detalhes \| Estádio Colovray \| Porto \| 3 – 1 \| Chelsea \| Barcelona \| Hoffenheim \| \| 2019–20 Detalhes \| Estádio Colovray \| Real Madrid \| 3 – 2 \| Benfica \| Ajax \| RB Salzburg \| \| 2021–22 Detalhes \| Estádio Colovray \| Benfica \| 6 – 0 \| RB Salzburg \| Atlético de Madrid \| Juventus \| \| 2022–23 Detalhes \| Estádio de Genebra \| AZ Alkmaar \| 5 – 0 \| Hajduk Split \| Milan \| Sporting CP \| \| 2023–24 Detalhes \| Estádio Colovray \| Olympiacos \| 3 – 0 \| Milan \| Nantes \| Porto \| |                    |             |            |                     |                    |             |                |                |
| Ano | Sede da final      |             | Final      | Final               | Final              |             | Semifinalistas | Semifinalistas |
| Ano | Sede da final      | Campeão     | Placar(es) | Vice-campeão        |                    |             | Semifinalistas | Semifinalistas |
| 2013–14 Detalhes | Estádio Colovray   | Barcelona   | 3 – 0      | Benfica             | Real Madrid        | Schalke 04  |                |                |
| 2014–15 Detalhes | Estádio Colovray   | Chelsea     | 3 – 2      | Shakhtar Donetsk    | Anderlecht         | Roma        |                |                |
| 2015–16 Detalhes | Estádio Colovray   | Chelsea     | 2 – 1      | Paris Saint-Germain | Anderlecht         | Real Madrid |                |                |
| 2016–17 Detalhes | Estádio Colovray   | RB Salzburg | 2 – 1      | Benfica             | Real Madrid        | Barcelona   |                |                |
| 2017–18 Detalhes | Estádio Colovray   | Barcelona   | 3 – 0      | Chelsea             | Manchester City    | Porto       |                |                |
| 2018–19 Detalhes | Estádio Colovray   | Porto       | 3 – 1      | Chelsea             | Barcelona          | Hoffenheim  |                |                |
| 2019–20 Detalhes | Estádio Colovray   | Real Madrid | 3 – 2      | Benfica             | Ajax               | RB Salzburg |                |                |
| 2021–22 Detalhes | Estádio Colovray   | Benfica     | 6 – 0      | RB Salzburg         | Atlético de Madrid | Juventus    |                |                |
| 2022–23 Detalhes | Estádio de Genebra | AZ Alkmaar  | 5 – 0      | Hajduk Split        | Milan              | Sporting CP |                |                |
| 2023–24 Detalhes | Estádio Colovray   | Olympiacos  | 3 – 0      | Milan               | Nantes             | Porto       |                |                |

## Aproveitamento por clube
| Clube               | Nº de Títulos | Nº de Vices | Aproveitamento |
| ------------------- | ------------- | ----------- | -------------- |
| FC Barcelona        | 3             | 0           | 100%           |
| Chelsea             | 2             | 2           | 50%            |
| Benfica             | 1             | 3           | 25%            |
| RB Salzburg         | 1             | 1           | 50%            |
| FC Porto            | 1             | 0           | 100%           |
| Real Madrid         | 1             | 0           | 100%           |
| AZ Alkmaar          | 1             | 0           | 100%           |
| Olympiacos FC       | 1             | 0           | 100%           |
| Shakhtar Donetsk    | 0             | 1           | 0%             |
| Paris Saint-Germain | 0             | 1           | 0%             |
| Hajduk Split        | 0             | 1           | 0%             |
| AC Milan            | 0             | 1           | 0%             |

## Aproveitamento por país
| País          | Nº de Títulos | Nº de Vices | Aproveitamento |
| ------------- | ------------- | ----------- | -------------- |
| Espanha       | 3             | 0           | 100%           |
| Portugal      | 2             | 3           | 40%            |
| Inglaterra    | 2             | 2           | 50%            |
| Áustria       | 1             | 1           | 50%            |
| Grécia        | 1             | 0           | 100%           |
| Países Baixos | 1             | 0           | 100%           |
| Ucrânia       | 0             | 1           | 0%             |
| França        | 0             | 1           | 0%             |
| Croácia       | 0             | 1           | 0%             |
| Itália        | 0             | 1           | 0%             |

## Artilharia
| Edição  | Jogador                       | Clube                   | Gols |
| ------- | ----------------------------- | ----------------------- | ---- |
| 2013–14 | Munir El Haddadi              | FC Barcelona            | 11   |
| 2014–15 | Dominic Solanke               | Chelsea                 | 12   |
| 2015–16 | Roberto Núñez Mañas           | Atlético de Madrid      | 9    |
| 2016–17 | Jordi Mboula Kaj Sierhuis     | FC Barcelona Ajax       | 8    |
| 2017–18 | Ivan Ignatyev                 | Krasnodar               | 10   |
| 2018–19 | Charlie Brown                 | Chelsea                 | 12   |
| 2019–20 | Roberto Piccoli Gonçalo Ramos | Atalanta SL Benfica     | 8    |
| 2021-22 | Mads Hansen Aral Simsir       | Midtjylland             | 7    |
| 2022-23 | Bilal Mazhar Mexx Meerdink    | PanathinaikosAZ Alkmaar | 9    |